# Pteromalus intermedius
Pteromalus intermedius är en stekelart som först beskrevs av Walker 1834.  Pteromalus intermedius ingår i släktet Pteromalus och familjen puppglanssteklar. Arten är reproducerande i Sverige. Inga underarter finns listade i Catalogue of Life.